# Sinistrose
Pour les articles homonymes, voir Sinistrose (homonymie).
 Mise en garde médicale
La sinistrose, aussi appelée névrose de revendication dans la nosographie classique et parfois considérée comme un délire paranoïaque pouvant entraîner des attitudes complexes, est un trouble mental qui survient à la suite d’un préjudice corporel n'ayant pas mis en jeu le pronostic vital ou l'intégrité physique du sujet. Après le traitement ou la guérison des blessures, la victime persiste, jusqu'à l'obstination, à revendiquer une indemnisation ou une réparation. 
Considérée comme une névrose de compensation, ce syndrome se manifeste par un état pathologique qui tend à conserver ou à exagérer des symptômes physiques ou psychologiques d'une affection, des suites d'une opération chirurgicale, d'un accident du travail ou de la circulation. La sinistrose diffère du trouble de somatisation et du trouble factice. La conviction hypocondriaque parfois délirante  d'avoir une atteinte somatique grave et surtout irréversible pourrait correspondre à une atteinte symbolique à son statut. Le vécu persécutif est souvent associé à un besoin de reconnaissance et de réconfort ainsi qu'à un déni des difficultés psychiques, le sujet restant centré sur l'atteinte somatique initiale puis hypocondriaque. 
Le terme sinistrose a été créé par le Docteur Édouard Brissaud en 1908. Cette notion apparaît dans l’ouvrage de référence en la matière, le Manuel de psychiatrie d'Henri Ey.

## Origine du terme

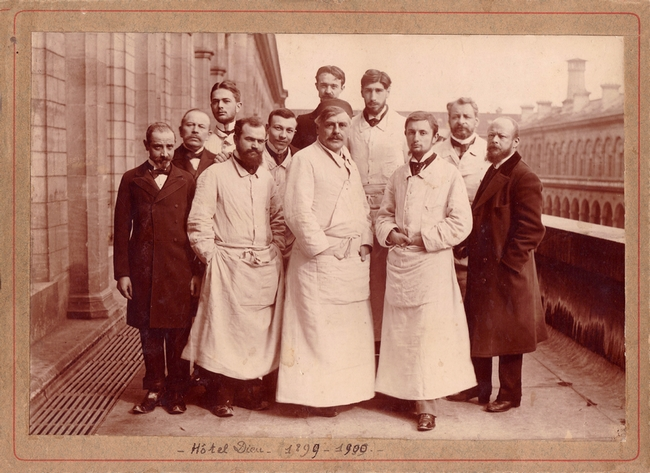
E. Brissaud et son équipe en 1899 à L'Hôtel-Dieu de Paris.

Le terme s'est construit sur la base du mot latin sinister, signifiant « ce qui est à gauche », donc défavorable, préjudiciable. Cette racine est associée à un suffixe généralement pour les termes médicaux ose (exemple : névrose, psychose).
Ce terme a été proposé en 1908 par le neurologue parisien d'origine bisontine Édouard Brissaud (1853-1909), ancien élève des professeurs Charcot, Broca, et Lasègue, afin de désigner une nouvelle pathologie apparue avec la loi du 9 avril 1898 sur l'indemnisation des accidents de travail. 
Le docteur Brissaud définit la sinistrose comme « un état psychopathique spécial qui procède uniquement d'une interprétation erronée de la loi et consiste en une sorte de délire raisonnant fondé sur une idée fausse de revendication » imputable « non pas à l'accident mais à l'accidenté ».
Le terme d'origine médicale de « sinistrose », tel qu'il est défini dans cet article, ne doit pas être confondu avec le mot familier, de même nature, désignant un état exagérément pessimiste tel qu'il est défini dans un dictionnaire de la langue française.

## Étiologie
Un accident tel qu'il peut survenir durant une activité professionnelle peut entraîner, surtout chez des personnes auparavant fragilisées, des réactions psychologiques inadaptées entraînant des comportements et des malaises divers donnant l’impression de ne pas pouvoir reprendre une vie normale. 
La personne atteinte de ce syndrome cherche ainsi à faire prévaloir la gravité des conséquences de son sinistre afin d'obtenir un réconfort et une indemnisation en rapport avec le préjudice ressenti.
Ce type de comportement et cette situation sont souvent à l'origine de revendications multiples, notamment à l’égard des experts et des spécialistes y compris ou niveau des services chargés de reconnaître un préjudice (comme preuve du dommage subi).
Cependant, il ne s'agit pas de simulation, le sujet étant lui-même convaincu de la réalité des souffrances liées à l'accident pouvant dès lors l'entraîner dans des situations complexes.

## Traitement
La souffrance physique étant un élément très subjectif susceptible de se transformer en douleur morale, le traitement de la sinistrose peut nécessiter une prise en charge de nature psychothérapique, voire médicamenteuse avec une prescription d'anxiolytiques ou d'antidépresseurs.

## La sinistrose dans la littérature
Au-delà du terme psychiatrique, le Dr Brissaud aurait servi de modèle pour le personnage du docteur du Boulbon dans le roman de Marcel Proust, dénommé  À la recherche du temps perdu.